# Drapeau de l'Éthiopie
Le drapeau de l'Éthiopie est le drapeau national de la République fédérale démocratique d'Éthiopie. Il a été adopté le 6 février 1996.

## Présentation
Ses couleurs, vert, jaune et rouge, remontent à l'empereur Ménélik II et furent utilisées pour le drapeau de l'Éthiopie en 1897, un an après qu'elle se fut défendue de façon décisive contre l'Italie coloniale à la bataille d'Adoua. Ces couleurs panafricaines sont aujourd'hui utilisées par de nombreux pays d'Afrique, du fait de l'indépendance de l'Éthiopie alors que l'Afrique était colonisée.
Le vert symbolise la terre et l'espoir, le jaune la paix et l'harmonie, et le rouge la force. Ces couleurs ont été reprises par le mouvement rastafari.
Le schéma tricolore existait déjà au début du XIXe siècle sur le drapeau de la dynastie salomonide, et les couleurs vert – jaune – rouge portaient déjà une signification particulière au début du XVIIe siècle. Le drapeau royal était souvent assorti d'un lion de Juda – un lion couronné portant une croix – au centre de la section jaune. Le rouge et le vert furent inversés au cours du XIXe siècle. Seuls les emblèmes changèrent avec les différents régimes au pouvoir, les couleurs restant constantes.
L'étoile sur fond bleu, ajoutée en 1996 après la chute du régime marxiste de Mengistu, au pouvoir de 1974 à 1991, symbolise la diversité et l'unité tandis que les rayons qui l'entourent symbolisent la prospérité. Il s'agit de l'emblème de l'Éthiopie.

## Anciens drapeaux

1897-1974 Empire d'Éthiopie
1974-1975 Derg
1975-1987 Derg
1975-1987 Derg (variante avec l'emblème du régime).
1987-1991 RPDE
1991-1996 Gouvernement de Transition
1996 République fédérale démocratique d'Éthiopie (première version du drapeau actuel).